# Ossolano
Ossolano is een Italiaanse kaas uit het bergdal Val d'Ossola in de provincie Verbano-Cusio-Ossola in het noorden van de regio Piëmont. De kaas wordt bereid uit volle koemelk. Er bestaat ook een alpiene variant die Ossolano d'Alpe wordt genoemd.
De kaas is cilindervormig met een diameter van ongeveer 30 cm en een hoogte van 6 tot 9 cm. Het gewicht is 6 à 7 kg (voor de alpiene variant is dit 5 à 6 kg). De gladde korst is strogeel en wordt donkerder naarmate de kaas rijpt. De rijping duurt minimaal 60 dagen. De kaas zelf is strogeel tot donkergeel, stevig en elastisch met kleine, onregelmatig verspreide gaatjes. Het vetgehalte op de droge massa is ten minste 40%.
Ossolano heeft in Italië het PAT-label (Prodotti Agroalimentari Tradizionali, traditionele landbouwproducten) en is in 2017 ingeschreven in het Europese register van beschermde oorsprongsbenamingen (BOB).